# 津山事件

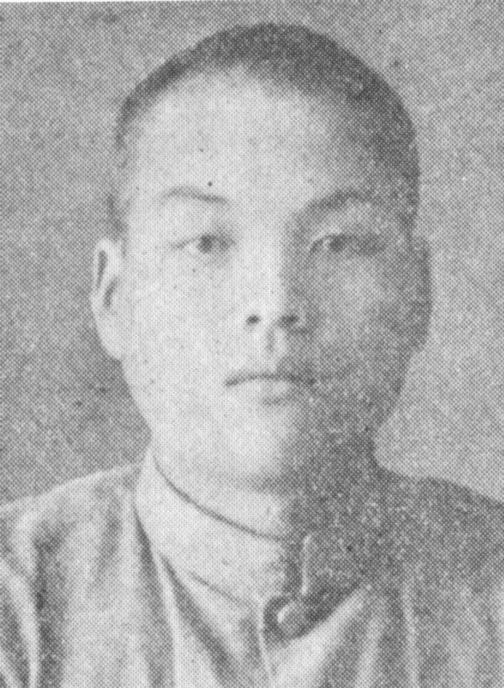
犯人都井睦雄

津山事件或稱為津山三十人屠殺事件，是於1938年5月21日凌晨，於日本的岡山縣苫田郡西加茂村大字行重（現在的津山市加茂町行重）貝尾及坂本兩個部落的大量殺人事件。該事件中含自殺的犯人共有31人死亡，另有3人輕重傷。
這事件一般稱作津山事件，但案發地其實是在津山市外的西加茂村，但由於市町村合併的緣故，該村現在歸津山市管轄。也有人以犯人的名字稱為都井睦雄事件。事發時犯人年僅22歲。

## 案發之前
都井睦雄，1917年出生於岡山縣苫田郡加茂村大字倉見，父母很早就死於肺結核，於是都井和姊姊都由祖母撫養長大。6歲時他們一家（包含祖母、都井的姊姊和都井，戶長登記為都井）遷回祖母的故鄉貝尾村。
都井家有著一定程度的資產，加上下田工作，生活過得較為寬裕。都井的祖母因為都井的身體不好，對其外出的管控較為嚴格，因此都井比同齡人晚了一年進入「尋常小學校」（舊制學制，相當於現代學制的小學階段）接受義務教育。進入學校後亦因祖母溺愛，屢次因故缺席，即使如此，都井本身的成績都還算不錯，級任老師認為他有學習方面的天賦，希望他能進入當時舊制的中學就讀；但是因為祖母反對，因此沒有繼續升學。
都井從尋常小學校畢業之後，不久即得到胸膜炎，因此被醫生禁止下田，每天閒散度日。肋膜病狀不久旋即改善，因此都井進入補習學校（即後來的青年學校）就讀；但是自相依為命的姊姊結婚之後開始，他漸漸對於學業失去興趣，每天關在家裡面也不和同儕來往。此時他重寫了適合給兒童看的小說，唸給附近的孩子聽，因而受到孩子們的歡迎。另外，由於貝尾屬於深山中的封閉村落，延續著古老時代的「夜這」風俗（雖然在當時的日本已經是違法行為，但是類似貝尾這種深山聚落，政府通常無力管轄。），都井年輕、家境又不錯，和附近的女性們關係複雜，有著不少私通的情形發生。
都井在事發的前年（1937年）接受徵兵檢查的時候，因為有結核的症狀而被判定為體位丙種合格（實際上代表不合格）；當時女性有非常崇尚甲種體位男子的風潮，從這時開始，之前和都井私通的女性們，都以都井的體位丙等，還有結核病等理由，拒絕和他繼續維持關係。
同年，都井取得狩獵執照，在津山購買了一把二連發獵槍，翌年1938年在神戶售出，並且以對付猛獸為由，購買了12號口徑（18.1公釐）五連發的白朗寧溫徹斯特M1897泵動式霰彈槍。都井購槍後每天都會入山練習射擊，且會在晚上拿著獵槍在村子裡面徘徊，讓附近的鄰居感到不安。關於都井購槍的動機，當時流傳有許多說法，但是因為當事人已死亡，皆無法證實。一說最初購買獵槍並不是打算攻擊人，只是不想求愛之際被拒絕；另外一種說法是，購槍是因為都井體檢未過，沒有被徵召，而曾被村中人取笑、霸凌，是用來防身用等（但是換購M1897的時候，都井用了自己房子和土地作擔保去借款）。某天，都井為了治療拒絕服藥的祖母的病，因此把藥放進了味噌湯內，不巧被祖母目擊，因此以「要被孫子毒殺」的理由報了警。後來雖然證明是誤會，但警察搜索房子的時候將獵槍、日本刀、短刀還有匕首等全數沒收，狩獵執照也被吊銷。
因這件事情失去全部兇器的都井，經由友人的管道再次取得二手獵槍，並從刀劍收藏家那邊取得日本刀等方法再次收集武器。接著選擇在1938年5月21日深夜犯案；這天是曾和都井發生過親密關係，後來離開他前往其他村莊嫁作人婦的兩名女性回鄉省親的日子。都井原本對這兩名女性就有強烈的敵意和殺意，都井之前可能是調查過，也可能只是偶然聽聞兩人返鄉的日子，於是就決定在那天犯案。

## 案發經過
從發生事情的前幾天起，都井就開始寫長篇的遺書給姊姊等數人；另騎著腳踏車到隔壁村鎮的加茂町派出所，計算居民們逃走求救所要的時間（當時離最近的西加茂派出所因戰爭缺員而沒有巡佐）。都井給姊姊的遺書中請求她「好好治病，請在世界上好好的活下去」。
1938年5月20日下午4點左右，都井以騎著自行車對觀察要作案的住宅來回仔細地「預習」著。下午5點左右，都井爬上電線杆將電線切斷，使貝尾村全面停電；由於時值戰爭期間，停電並不罕見，村民不疑有他，也沒有通報相關單位。
1938年5月21日凌晨1點40分左右，都井開始行動。他穿著立領學生制服，打著綁腿，穿著稱為「地下足袋」的二指膠鞋，頭上用頭巾捲起來兩邊各綁著一個小型手電筒，用繩子將自行車用的車燈掛在脖子上，垂吊到胸前，腰上綁著一把日本刀和兩把匕首，手持改造的九連發白朗寧獵槍，口袋裡面塞著100發子彈，身上還側背著裝滿100發子彈的布包，展開屠殺。
第一個受害者是都井的祖母，被都井以斧頭斬首，接下來的一個小時之間，附近的居民們一個個被改造獵槍和日本刀給殺害。根據倖存者的證言，都井作案的時候相當冷靜，對於原本就懷有恨意又向他求饒的老婦人，說出「本來我跟妳無冤無仇，但是搶走我的結婚對象，不得不殺妳」之後以獵槍射殺讓她身負重傷（之後倖存）；而對沒有說他壞話的老人，則只是凝視著他並且放過他一馬。來到某一家，主人向他求饒道「我們絕對不會向外通報，請放過我們吧！」時，都井回答「你們還真是愛惜性命啊。好，就放過你們吧」而逕自離開。
這次事件的被害者，共有死者30人（立即死亡28人，傷重不治2人），輕重傷3人，其中五名死者未滿16歲。都井一共侵入11間民宅，其中三家被滅門，四家有一人倖存。其他被侵入民宅的倖存者，除了2人原本不在之外，其他的都是聽到槍聲和怒罵聲後立刻逃亡和躲藏而得救。
約一個半小時的屠殺後，都井為了遺書的事情而來到隔壁樽井村借紙和筆；被闖入那戶人家被都井的模樣給嚇得不知如何反應。都井看到這家人的小孩曾經聽他說過故事，因此向這孩子借到筆紙後，告訴小孩「好好用功讀書，以後做出事業來」。之後，都井登上約3.5公里外的仙之城山山頂，寫下追加的遺書之後以獵槍自殺。
都井的遺體最後在隔天早上的搜山行動中被發現，估計死亡時間是早上五點，遺體旁有追加的遺書之外，在都井自宅中也找到兩份遺書。

## 案發之後
都井在遺書中表示，決定該日犯案的理由是曾經和都井有過關係，但嫁去別村的女性回來省親的緣故。但是當都井踏入該女性的老家的時候，該女性因為逃出而得救；收容那女性的那家的家人，卻因此慘遭屠殺。此外還有要殺的人已經搬走、因為其他人的妨礙而無法殺到目標等情形，都井在遺書中對此有所反省。至於一開始就殺害祖母的原因，都井在遺書中解釋為「讓她活下去面對一切，那也太可憐了」。
這件事情對於貝尾村影響甚大，該村本就是個不大的村落，大多數居民皆以務農維生，驟然失去大量勞力，因此生活變得非常艱苦。另外都井的親戚一家因為沒有受到波及，被村人懷疑是否事前就知道都井的殺人計畫，因此遭受孤立（村八分）。
事件之後，由於都井在警察調查之前就已經自殺身亡，且大多數關係人同時都是被害者，皆已死亡，警方只能獲得極少數倖存者的證詞。而倖存者們幾乎都和死亡的受害者們有親戚關係，因此大多將全部的過錯推給兇手都井。此外，由於都井本人死亡，那些傳言和都井有染的女性只要否定有此事，就無從確認真相。因此這件事件中，有許多無法證實的部份。在1975年發行的《加茂町史》中，關於此事件僅以「發生都井睦雄事件」一句話記載在內。

### 案發現場的現況
發生事件的貝尾村，是周邊村落中最接近山邊的一個。從津山市驅車前往的話，要經由行重地區才能抵達位於東南邊的坂元村。接下來再往深處前進，才會抵達貝尾。
進入貝尾後道路分岔為兩條，右邊往貝尾村的中心部，左邊則通往村落集會所。不管是哪條路，過貝尾村之後，都是車輛無法通行的山徑。此案的大多數案發現場，就是在這個岔口附近的住家。這附近有個長久以來使用的墓地，裡面有許多的墓碑刻著逝世於昭和13年5月21日。

## 大眾文化

### 書籍
- 筑波昭，（津山三十人屠殺），單行本：草思社（日语：草思社）印行ISBN 4794201338、新潮文庫ISBN 4101218412

這是關於該事件基本的文獻。其中刊載警察的報告書、都井的遺書、倖存者的證詞等。另外也收錄了都井寫給小朋友看的小說『雄圖海王丸』（但是不知道是全文刊載還是抄錄）。其他作品許多都是參考這本書。
- 橫溝正史，（八墓村），角川文庫，ISBN 4041304016

故事一開始就有提到村人32人遭到的屠殺事件，是以此事件為範本。
- 島田莊司，（上、下），光文社文庫，ISBN 4334728898（上本）、ISBN 4334728901（下本）

下本和筑波昭的著作中多有重複。
- 西村望（日语：西村望），《丑三つの村》，徳間文庫，ISBN 4195675936

以該事件為題材的虛構小說，並有1983年由田中登導演，古尾谷雅人主演的電影版。殺青之前被日本的映倫以判斷「全片是殘忍和不人道的」的理由，將本作指定為18禁的成人電影。
- 山岸凉子，（負的暗示），收錄於秋田文庫，ISBN 4253172466）

將該事件改版為漫畫版的作品。
- 松本清張，（暗夜狂奔的獵槍），收錄於中公文庫（神秘的系譜），ISBN 4122001625

關於該事件的現地報導。但是裡面卻有當時依舊在世的都井之姐姐被記述為「因結核而死亡」等和事實不同的描述。關於這點有人認為可能是保護隱私而故意誤記。
- 蜂巢敦（日语：蜂巣敦），（「八墓村」是真的存在的），ミリオン出版，ISBN 4813020291

將八墓村和此事件的關連性，經由現場調查的研究報告書。
- 岩井志麻子，（夜啼之森），角川恐怖文庫，ISBN 4043596049

以該事件為題材的恐怖小說。
- 押切蓮介，、2011年 ISBN：9789863375098

恐怖漫畫。其中一個章節就是就是改編自津山事件。
- 野田智 ，《黃金神威》、2014年

以明治時期的北海道做為舞台的的生存冒險漫畫，其中有以此事件作為藍本的「殺了三十三人的津山」的角色。

### 電子遊戲
- 零～紅蝶～

故事由搜索一夜之間全部村人消失的「從地圖上消失的村落」開始。
- 死魂曲

以昭和時代發生「××村33人屠殺」事件的村落為舞台發生異變，使得村民變成非人類（但部分外觀還是接近人類）；異變後的村民變成敵方，在極為普通的鄉村中揮舞著柴刀、菜刀等武器追殺著玩家。另外結局則暗示犯下33人屠殺的犯人真實身分。

### 都市傳說
- 杉澤村傳說（日语：杉沢村伝説）

### 電影
- 末日村莊